# Stromberg (Ripsdorf)
Die Befestigung auf dem Stromberg nahe Ripsdorf im nordrhein-westfälischen Kreis Euskirchen ist eine Ringwallanlage, die möglicherweise Teil einer Keltenfliehburg war.

## Geographische Lage
Die Strombergbefestigung liegt in der Nordeifel im Gebiet der Gemeinde Blankenheim etwa 1,6 km nordwestlich von Ripsdorf und 1,8 km (jeweils Luftlinie) nordöstlich von Waldorf. die Höhenburganalage befindet sich auf dem Stromberg (559 m ü. NHN), einem der höchsten Berge nahe dem oberen Ahrtal, der südlich im Bereich des Blankenheimer Weilers Ahrmühle und an der Ripsdorfer Mühle vom Schaafbach passiert wird. In der Anlage sind auf topographischen Karten diese Höhenangaben verzeichnet: 559 m und 558,2 m.

## Beschreibung

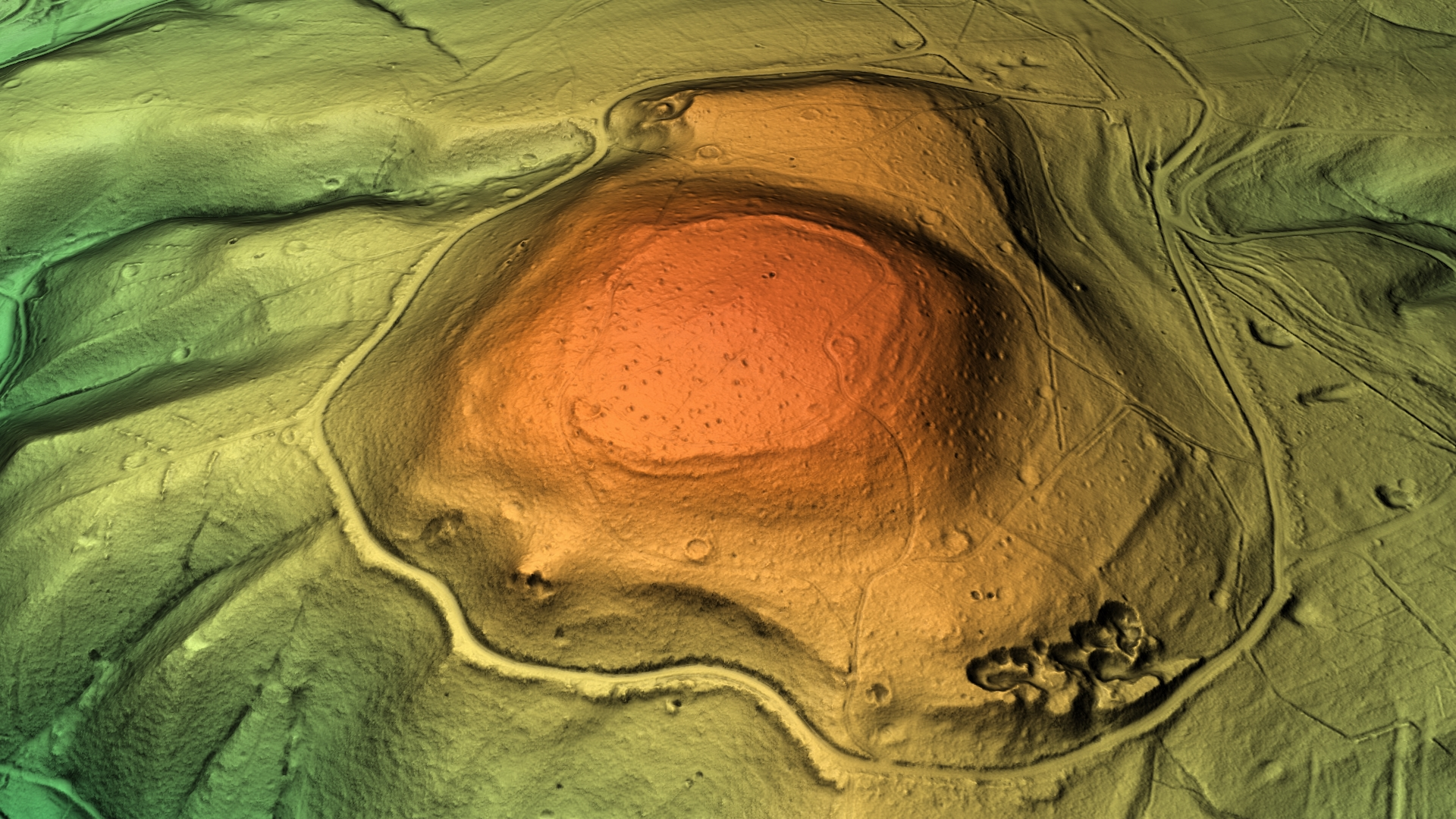
3D-Ansicht des digitalen Geländemodells

Die nahezu kreisrunde Ringwallanlage, von etwa 215 Meter Breite in West-Ost-Richtung und 240 m Länge in Nord-Süd-Richtung, umschließt das nach allen Seiten steil abfallende Plateau des Stromberges. Die aus Sandstein- und Basaltblöcken gebildeten Wälle wurden im Rahmen der Aufnahme von Bodendenkmälern des Rheinischen Landesmuseums im Jahr 1979 entdeckt, aber bislang nicht tiefer untersucht. Nach Herzog dürften sie Teil einer prähistorischen Keltenfliehburg gewesen sein.
Mit dieser Anlage verbunden ist ein etwa 145 m nördlich liegender künstlicher Hügel mit umlaufendem Graben. Die sich über annähernd 55 m Breite darstellende Anlage weist Herzog nach ihrer Art und Größe den, dem Mittelalter entstammenden Motten (Turmhügelburg) zu. Im Umfeld beider Befestigungsanlagen befinden sich Reste von einstigem Bergbau (Erz).